# Tragia
Tragia är ett släkte av törelväxter. Tragia ingår i familjen törelväxter.

## Bildgalleri

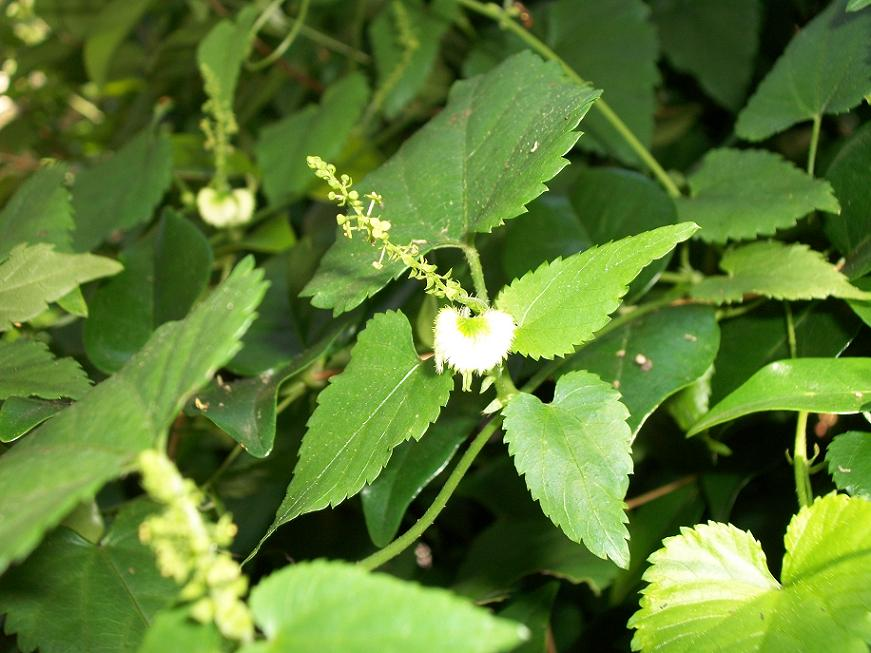
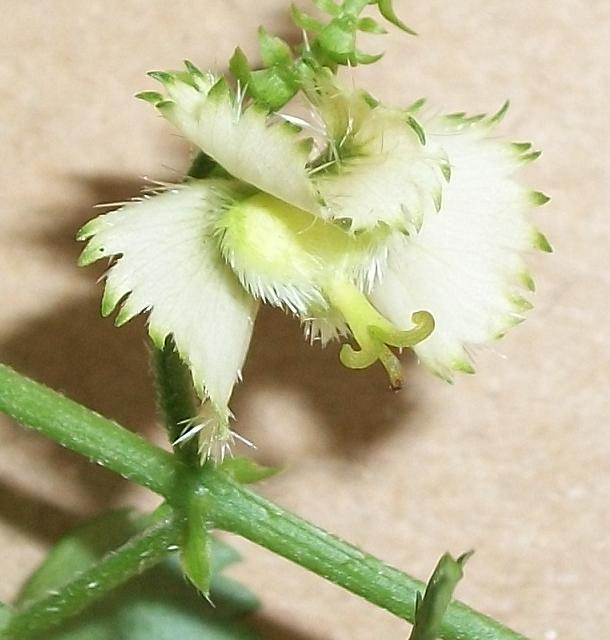
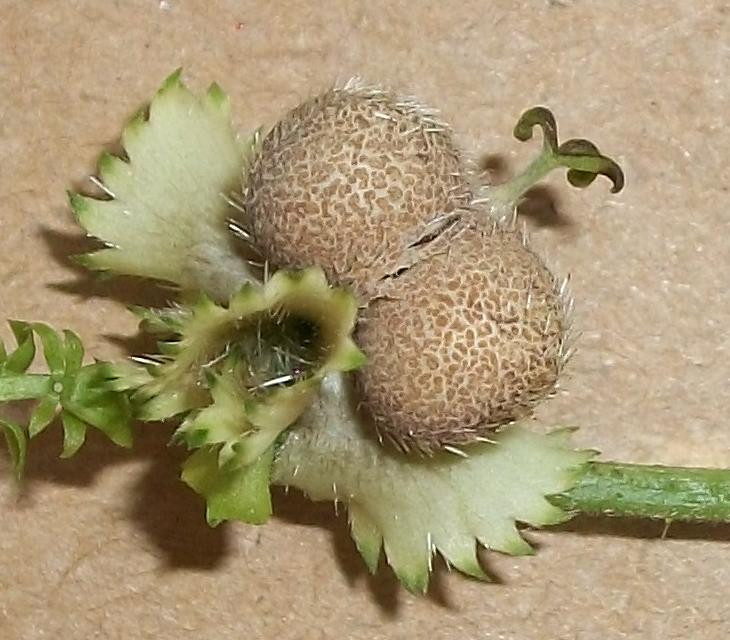
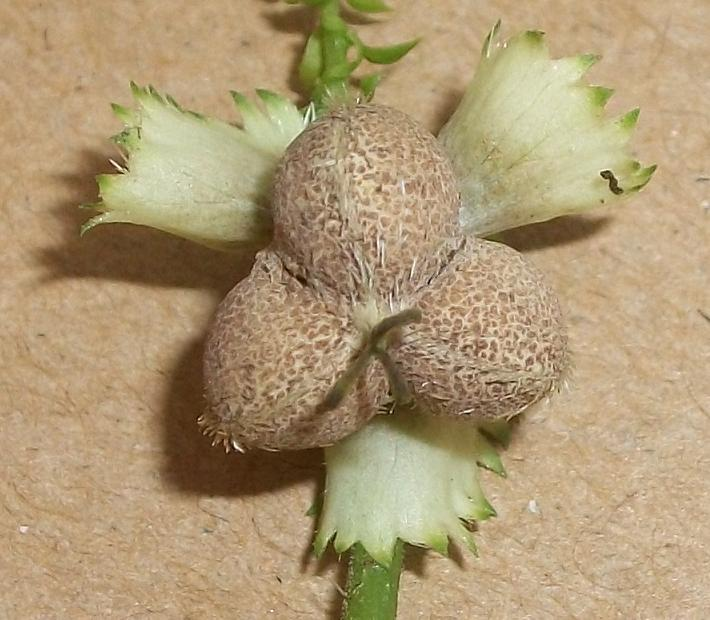

## Dottertaxa tillTragia, i alfabetisk ordning[1]
- Tragia abortiva
- Tragia acalyphoides
- Tragia adenanthera
- Tragia adenophila
- Tragia affinis
- Tragia aliena
- Tragia amblyodonta
- Tragia angolensis
- Tragia arabica
- Tragia arnhemica
- Tragia ashiae
- Tragia aurea
- Tragia bahiensis
- Tragia balfourii
- Tragia ballyi
- Tragia baroniana
- Tragia benthamii
- Tragia betonicifolia
- Tragia bicolor
- Tragia biflora
- Tragia boiviniana
- Tragia bongolana
- Tragia brevipes
- Tragia brevispica
- Tragia brouniana
- Tragia capensis
- Tragia caperonioides
- Tragia catamarcensis
- Tragia ceanothifolia
- Tragia cearensis
- Tragia chevalieri
- Tragia chlorocaulon
- Tragia cinerea
- Tragia cocculifolia
- Tragia collina
- Tragia cordata
- Tragia correae
- Tragia crenata
- Tragia cubensis
- Tragia cuneata
- Tragia descampsii
- Tragia dinteri
- Tragia dioica
- Tragia dodecandra
- Tragia doryodes
- Tragia durbanensis
- Tragia fallacina
- Tragia fasciculata
- Tragia finalis
- Tragia friesii
- Tragia furialis
- Tragia gardneri
- Tragia geraniifolia
- Tragia giardelliae
- Tragia glabrescens
- Tragia glanduligera
- Tragia gracilis
- Tragia guatemalensis
- Tragia guyanensis
- Tragia hassleriana
- Tragia hieronymi
- Tragia hildebrandtii
- Tragia hispida
- Tragia imerinica
- Tragia impedita
- Tragia incana
- Tragia incisifolia
- Tragia insuavis
- Tragia involucrata
- Tragia ivohibeensis
- Tragia jonesii
- Tragia karsteniana
- Tragia kirkiana
- Tragia laciniata
- Tragia laminularis
- Tragia lancifolia
- Tragia lasiophylla
- Tragia lassia
- Tragia leucandra
- Tragia lippiifolia
- Tragia lukafuensis
- Tragia mazoensis
- Tragia melochioides
- Tragia mexicana
- Tragia meyeriana
- Tragia micromenes
- Tragia mildbraediana
- Tragia minor
- Tragia mitis
- Tragia mixta
- Tragia moammarensis
- Tragia monadelpha
- Tragia montana
- Tragia negeliensis
- Tragia nepetifolia
- Tragia nigricans
- Tragia novae-hollandiae
- Tragia okanyua
- Tragia pacifica
- Tragia paxii
- Tragia peltata
- Tragia perrieri
- Tragia petiolaris
- Tragia physocarpa
- Tragia pinnata
- Tragia platycalyx
- Tragia plukenetii
- Tragia plumieri
- Tragia pogostemonoides
- Tragia pohlii
- Tragia polyandra
- Tragia polygonoides
- Tragia potosina
- Tragia praetervisa
- Tragia preussii
- Tragia prionoides
- Tragia prostrata
- Tragia pungens
- Tragia ramosa
- Tragia rhodesiae
- Tragia rhoicifolia
- Tragia rogersii
- Tragia rubiginosa
- Tragia rupestris
- Tragia sanjappae
- Tragia saxicola
- Tragia schlechteri
- Tragia schweinfurthii
- Tragia senegalensis
- Tragia shirensis
- Tragia smallii
- Tragia sonderi
- Tragia spathulata
- Tragia stipularis
- Tragia subhastata
- Tragia subsessilis
- Tragia tabulaemontana
- Tragia tenuifolia
- Tragia tiverneana
- Tragia tripartita
- Tragia tristis
- Tragia triumfetoides
- Tragia uberabana
- Tragia ukambensis
- Tragia uncinata
- Tragia urens
- Tragia urticifolia
- Tragia wahlbergiana
- Tragia wildemanii
- Tragia vogelii
- Tragia volubilis
- Tragia yucatanensis